# Synomon
Ein Synomon (von griech. πσυ, syn zusammen, mit) ist ein Botenstoff (eine sog. Allelochemikalie) zur Informationsübertragung zwischen unterschiedlichen Arten, die sowohl dem emittierenden Individuum, dem Sender, als auch dem aufnehmenden Organismus, dem Empfänger, nützt. Der Begriff wurde 1976 von Donald Nordlund und W. J. Lewis geprägt. Locken beispielsweise von einem Fraßinsekt befallene Pflanzen mittels eines Botenstoffes andere Insekten an, die wiederum den Pflanzenschädling fressen, so ist der Botenstoff als Synomon anzusehen, da er sowohl der Pflanze als auch dem Insekt nutzt, das sich von den Pflanzenschädlingen ernährt. Bekannt ist diese Art der Anlockung bei der Limabohne (Phaseolus lunatus). Diese produziert bei Befall der Bohnenspinnmilbe Tetranychus urticae, das  Linalool, welches eine Raubmilbe (Phytoseiulus persimilis), also einen natürlichen Feind des Pflanzenschädlings, anlockt. Dieser vertilgt den Fraßfeind der Limabohne und befreit somit die Pflanze von ihrem Schädling; das Linalool ist ein Synomon für die Pflanze und die Raubmilbe.
Der Begriff dient der Abgrenzung zu den Allomonen, die dem abgebenden Organismus (Sender) nützen, den Kairomonen, die dem empfangenden Organismus nützen, und den Pheromonen, die innerhalb einer Spezies Informationen vermitteln. 